# Catherine Ségurane

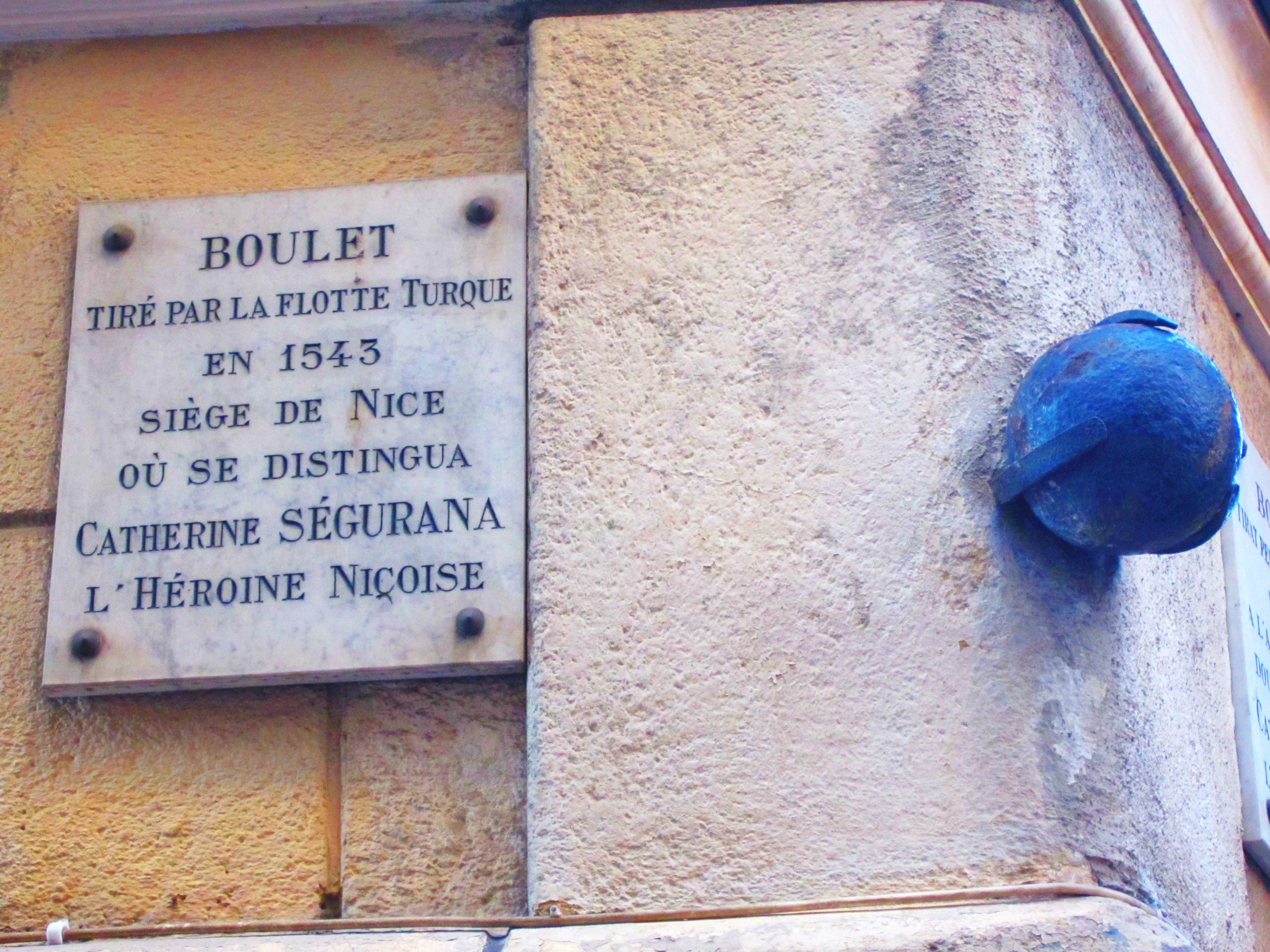
Boulet tiré lors du siège franco-turc de 1543.

Catherine Ségurane (en niçois Catarina Segurana, en italien Caterina Segurana), est une héroïne niçoise qui vécut au XVIe siècle et s'illustra lors du siège de Nice de 1543. Figure emblématique du Pays niçois, elle est l'expression d'un fort sentiment patriotique et identitaire.

## Le personnage
En dehors de l'épisode du siège de Nice, aucun document n'existe sur Catherine Ségurane. Elle est vraisemblablement une « bugadiera » (ou lavandière) vivant à Nice au XVIe siècle, et serait fille de pêcheur,. Sa date de naissance reste mystérieuse. Jean-Baptiste Toselli parle du « commencement du XVIe siècle ». L'historien du XIXe siècle Louis Durante indique qu'elle est née en 1506 « de parents obscurs, vivant de leur travail » mais il est peu vraisemblable que, pour affirmer cela, il ait eu connaissance de documents que tout le monde ignore. 
Décrite comme femme du peuple et fille des faubourgs, elle est surnommée Maufaccia ou Maufacha, en conséquence de quoi l'idée s'est installée qu'elle était plutôt laide. Toutefois rien ne l'affirme, ce surnom pourrait simplement provenir de ses airs plus virils que féminins et de son caractère impétueux.

## L'histoire

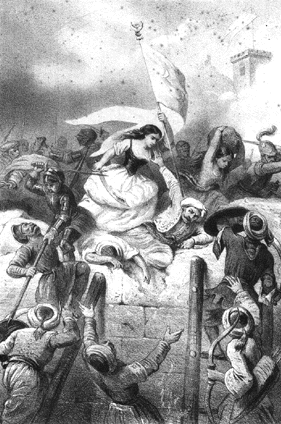
Gravure d'Emmanuel Costa (vers 1880).

Le 15 août 1543, le château de Nice et la ville sont sous le feu de cent-vingt galères franco-ottomanes placées sous le commandement de Barberousse et sorties dès les premières heures du matin de la rade de Villefranche. Sur terre, quatre batteries ciblent la ville. Dans le même temps, les troupes franco-turques donnent l'assaut à la porte Pairolière (située au sud-ouest de l'actuelle place Garibaldi) puis à la tour Sincaïre. Les soldats turcs parviennent à se hisser jusqu'au sommet de la tour et l'un d'entre eux agite en signe de victoire un étendard vert frappé d'un croissant d'or. D'autres sources indiquent qu'il s'agit d'un drapeau rouge avec un croissant d'or. Il se dirige pour le planter sur le rempart quand Catherine Ségurane, alors selon certains auteurs en pleine fureur et poussant un « cri sauvage », surgit, entraînant derrière elle quelques soldats. Elle brandit son battoir à linge avec lequel elle assène un coup violent sur la tête du janissaire. Celui-ci aurait été tué sur le coup, le crâne fracassé, ou selon d'autres sources, il aurait été simplement assommé,. Elle lui arrache alors son drapeau, en brise la hampe et en déchire le tissu. Enfin, elle aurait jeté en leur direction l'étendard mis en pièces, en signe « de bravade et de mépris ». Toutefois, à l'occasion de la commémoration du 15 août 1855, il est expliqué qu'elle jeta le drapeau turc dans la mer. D'autre part, certains ouvrages parlent de plusieurs combattants turcs assommés à coups de battoir par Catherine Ségurane puis repoussés en bas des remparts. Tous notent qu'elle parvient à galvaniser la résistance niçoise. 
Même si la ville se retrouve par la suite ravagée par les assaillants, le château, lui, résiste jusqu'à l'arrivée des troupes du duc de Savoie Charles II, le 9 septembre 1543, qui délivre les Niçois en provoquant le départ précipité de l'armée franco-turque. 
Il est parfois relaté qu'en plus de son acte de bravoure, Catherine Ségurane aurait dévoilé une « partie charnue » de son anatomie, et se serait essuyée avec le drapeau de l'ennemi. Ce geste provocateur, surtout pour des musulmans, aurait finalement mis en fuite les assaillants. Jean-Baptiste Toselli explique que la légende à propos de ce geste fut inventée par le chroniqueur niçois Scalier au XIXe siècle, puis qu'elle a été selon lui reprise par ceux qui voulaient remettre en cause l'existence de Catherine Ségurane afin de contribuer à ôter tout crédit au récit qui lui est associé,.

## Les sources

### Une légende?
L'existence de Catherine Ségurane est contestée, certains lui attribuant seulement un caractère légendaire, en arguant du fait qu'aucun témoin oculaire du siège de Nice n'a relaté l'intervention de la lavandière. Par exemple, Jean Badat (1516-1567), historien témoin du siège, ne mentionne pas sa participation dans sa Chronique niçoise. De plus, Pierre Lambert, président de la Chambre des comptes des ducs de Savoie et présent à Nice au moment du siège, n'évoque pas non plus Catherine Ségurane dans son Journal qui fait le récit des événements d'août 1543 dans la ville.

### La probabilité des faits
Des présomptions rendent plausible l’existence réelle et non légendaire de Catherine Ségurane. Pour les défenseurs de l'existence de Catherine Ségurane comme Henri Sappia, si Jean Badat et Pierre Lambert n'ont pas mentionné son nom dans leurs récits, c'est que bien que témoins du siège, ils n'ont pas eu connaissance de tous les actes héroïques accomplis par les Niçois, et leurs chroniques n'avaient pas vocation à être exhaustives. En outre, lors du siège, les femmes étaient nombreuses à être présentes sur les remparts, et donc si l'une d'entre elles a accompli un acte de bravoure, cela n'est somme toute que naturel, ce qui n'aurait pas retenu l'attention des auteurs. Jean Badat n'a pas non plus parlé d'évènements pourtant assurés, telle que la prise de trois drapeaux ottomans.
Par ailleurs, pour Henri Sappia, si l'hommage à Catherine Ségurane a mis du temps à être rendu, c'est parce qu'elle était une « fille obscure du peuple, en un temps où seules les actions des grands étaient notées et magnifiées ». De plus, il faut du temps avant qu'un héros ne soit reconnu comme tel. D'autant plus que lors du siège, toute la population fit un immense effort pour contenir les assauts franco-turcs, ce qui aurait donné l'impression à chacun d'avoir eu sa part de gloire et de bravoure, empêchant par la suite les auteurs contemporains des faits de célébrer les plus héroïques.
Concernant les archives municipales, épiscopales et celles des congrégations religieuses, elles avaient en grande partie été dispersées et même éliminées lors de l'annexion par la Première République française en 1793. Ceci pourrait expliquer pourquoi on ne retrouve plus trace de Catherine Ségurane dans ces documents. Toutefois, le nom seguran est souvent rencontré dans les registres paroissiaux niçois de l'époque.

#### Mention dans leManuscrit textuel
En 1877, Jules Bessi, sous-archiviste du département des Alpes-Maritimes, dans son ouvrage Notices sur Ségurana publie un extrait du Manuscrit textuel du Journal authentique du Siège de Nice, censé être écrit en 1543 et dans lequel est mentionné le nom « Ségurana » : 

« Du côté de terre, même cannonade : les turcs et les françoys mêlés ensemble donnaient trois assaults à la brèche du bastion de la Peyrolière jusqu'au-delà de la tour des Cinq Quayre ou Quinquangle, où combattait Ségurana, et si terriblement, que sans l'aide de Dieu qui ne voulait pas laisser répandre le sang de ses fidèles par de tels chiens, il est à croire que facilement ils fussent entrés »

#### Mention par Honoré Pastorelli
Le premier écrivain parlant de Catherine Ségurane sous le surnom de Donna Maufaccia, est Honoré Pastorelli en 1608 ; celui-ci fut maire de la ville de Nice de 1604 à 1611. Il prononce sur elle, le 30 août 1608, un discours à la cathédrale de Nice, en présence d'un grand nombre de citoyens niçois, dont quelques-uns avaient été certainement témoins oculaires de cet acte de bravoure, ou tout au moins en avaient eu connaissance par leurs parents. Honoré Pastorelli n'était pas encore né en 1543, mais à cette date son père et sa famille vivaient à Nice. Le fait de Catherine Ségurane pourrait donc être appuyé par la quasi-contemporanéité d'Honoré Pastorelli. Un fait de si haute importance n'aurait pas été cru par les Niçois soixante-cinq ans après la date où il s'était produit, s'il n'avait été de notoriété publique.

#### Buste à la porte Pairolière
Peu après les faits, un buste de Catherine Ségurane en marbre blanc, sculpté de façon sommaire, fut installé sur la porte Pairolière avec sur le socle l'inscription suivante en latin : « 1543 Catarina Segurana Dicta Donna Maufaccia » ; et sur une autre plaque : « Nicaena amazon irruentibus Turcis occurit Ereptoque vexillo Triumphum meruit 1543 ». La porte Pairolière fut détruite en 1780 et le buste aurait alors rejoint la bibliothèque de l'Hôtel de ville. 
Il n'y a pas de date précise mentionnée pour l'installation du buste sur la porte, mais on peut en avoir une idée grâce au sénateur conseiller niçois Antoine Fighiera. Ce dernier relate en 1634, dans ses mémoires conservées aux archives générales du Piémont à Turin, l'épisode impliquant Catherine Ségurane, et mentionne l'existence du buste. Il avait environ soixante ans lorsqu'il écrit ses mémoires et il indique ne pas se rappeler avoir vu élever le monument à la gloire de la lavandière. La pose de ce buste remonterait donc au moins à l'année 1574. Il aurait ainsi été érigé une trentaine d'années au plus tard après l'acte de bravoure de Catherine Ségurane, c'est-à-dire lorsqu'un grand nombre de ses contemporains, témoins de son héroïsme, étaient encore en vie. De plus, les registres des Délibérations du conseil de ville que possède l'Acadèmia Nissarda remontent jusqu'en 1580, et comme il n'est nulle part mentionné l'existence du buste, celui-ci a très probablement été élevé avant, ce qui confirmerait la démonstration précédente.

#### Mentions ultérieures
L'écrivain Jules Torrini (1607-1678) fait mention de l'héroïne dans son ouvrage Omaggio del Paglione publié en 1642. L'historien Pierre Gioffredo (1626-1692) parle de donna Maufacchia dans son Histoire des Alpes-Maritimes lorsqu'il aborde l'histoire du siège de Nice de 1543. Il indique comme sources Honoré Pastorelli et la tradition. En 1713, l'abbé Alziari, chanoine du chapitre de Sainte-Réparate, prononce un discours à l'occasion de la célébration du traité d'Utrecht. Il y est fait mention (en italien) de « l'illustre Segurana, nizzarda eroïna ».

## Un mythe devenu icône
Quoi qu'il en soit, Catherine Ségurane s'est installée dans la mémoire collective niçoise. Au fil du temps, elle est devenue une figure mythique de la résistance locale jusqu'à incarner l'identité niçoise au point que les Niçois sont parfois surnommés par antonomase les « Seguran ». Pour l'universitaire Rémy Gasiglia, elle a accédé à « la dimension mythique d'une héroïne poliade ». 

### Symbole d'opposition à l'annexion
À l'époque de l'annexion du comté de Nice à la France et dans les décennies qui suivent, Catherine Ségurane incarne, pour les opposants à la domination française, le symbole de la fidélité à la maison de Savoie. En 1875, la rivalité fait rage entre deux chars du carnaval de Nice, l'un allégorique représentant Catherine Ségurane et l'autre comique présentant un château en ruines coiffé par des ratapignata (chauve-souris en niçois). Le char de Catherine Ségurane, soutenu par le parti italien, fut récompensé par le comité des fêtes malgré l'avis général du public qui lui préférait celui des ratapignata et du côté duquel le parti français s'était rangé. Cet épisode aboutit à la fin des carnavals de style allégorique au profit des corsi de style satirique.

### Vierge guerrière
Une autre approche de la figure de Catherine Ségurane consiste à l'interpréter comme un symbole de l'idéal féminin guerrier à la manière d'autres mythes féminins comme Jeanne Hachette. Il est d'ailleurs remarqué que la racine de son nom correspond au verbe segà qui signifie « faucher » ou « hacher » en niçois, ce qui rappelle le nom de Jeanne Hachette. Cette analogie entre les deux personnages resterait cependant purement symbolique. Il est aussi noté que le jour de son exploit supposé est le 15 août, fête de l'Assomption de Marie.   
Au début du XXe siècle, l'universitaire Angelo De Gubernatis soutient dans l'ouvrage Cronache della civiltà elleno-latina que Catherine Ségurane appartient au mythe de la vierge guerrière commun à presque toutes les civilisations, à la manière des Amazones de la mythologie grecque et des Valkyries de la mythologie nordique. En France, au Portugal et en Italie, ce mythe s'incarnerait dans des personnalités mi-historiques mi-légendaires telles que Catherine Ségurane à Nice, et se retrouverait dans la tradition orale de ces pays. Le journal Le Petit Niçois qui consacre un article à cette thèse dans son édition du 23 décembre 1902 écrit que « les romanceiros de la péninsule ibérique, les ballades des troubadours basques et provençaux, les chansons populaires du Piémont nous ont transmis les gestes de ces jeunes filles au cœur viril, qui gardent à travers les dangers et les séductions des camps, la fleur de leur virginité »,. Il est rappelé qu'une chanson piémontaise de Constantin Nigra, publiée en 1888 et figurant dans ses Canti popolari del Piemonte, fait une allusion directe à ce mythe en évoquant Ségurane. De Gubernatis émet l'hypothèse que son surnom, Maufacha, provienne d'une transformation de Mafalda, le nom italien de la comtesse de Savoie Mathilde. Celle-ci avait épousé en 1146 le premier roi du Portugal Alphonse Ier. Or une légende avait fait d'elle une femme soldat partie du Portugal pour délivrer Milan de l'armée de Frédéric Barberousse. Un autre parallèle est noté : le fait que Catherine Ségurane défendait le château où s'était retranché le futur comte de Savoie Emmanuel-Philibert face à l'armée ottomane de Khayr ad-Din Barberousse. Mathilde de Savoie quant à elle, selon la légende, venait prêter main-forte à son frère, le comte de Savoie Humbert III, face à un autre Barberousse. Les deux récits se seraient confondus dans l'imagination populaire. Pour autant, Angelo De Gubernatis ne remet pas en cause l'existence de l'acte héroïque de Catherine Ségurane à la différence du récit légendaire de Mathilde de Savoie auquel il n'accorde aucun crédit.
À ce mythe de la résistance féminine, s'ajoute une considération divine. La tradition rapporte que la Vierge, sous le vocable de Notre Dame du Secours, fut invoquée lors du siège de Nice, et que son intercession contribua à la victoire. Ceci donna lieu à la construction en 1552 de la chapelle Notre-Dame-du-Sincaire (ou Notre-Dame-du-Secours ou Notre-Dame-de-l'Assomption). En 1855, le journal local La Vérité écrit que Catherine Ségurane invoqua la Vierge. Le Petit Niçois en 1902 assure quant à lui que l'Église a attribué la victoire à l'apparition miraculeuse de la Vierge. Dominique Bon, doctorant en anthropologie à l'université de Nice Sophia Antipolis, estime qu'il est possible de voir en Catherine Ségurane, la « figure profane » de Notre Dame du Secours. Il note la similitude entre le battoir de la lavandière et la massue de Notre Dame du Secours, attribut auquel elle est associée dans ses représentations en Italie aux XVe et XVIe siècles. Par ailleurs, l'universitaire Claude Gaignebet, spécialiste des mythes européens, estime que la maufacha, au physique disgracieux, pourrait s'identifier aux « Vierges fortes ».

### Monuments
Outre le buste de la porte Pairolière, abordé plus haut, deux monuments sont consacrés à Catherine Ségurane. En 1803, la ville de Nice décide d'ériger un monument sur une fontaine au cours Saleya. Jean-Baptiste Toselli précise l'emplacement exact : « sous le grand escalier qui conduit sur la Terrasse, à l'endroit même où est maintenant le passage qui aboutit à la Cité du Parc ». Octave Justice décrit le monument comme représentant « Catherine Ségurane, le bras levé, terrassant l'Osmanli ». Au pied figure une inscription en latin et les piliers de côté de la fontaine comportent aussi quatre inscriptions (deux en latin et deux en français), qui ont toutes été rédigées par l'avocat Dominique Rossetti. Elles reprennent entre autres l'inscription du buste de Catherine Ségurane à la porte Pairolière, et  rappellent que la ville de Nice a érigé ce monument pour remplacer le buste. On peut y lire notamment : « Catherine Ségurane qui lors du siège de Nice par Barberousse enleva un drapeau à l'ennemi le XV août MDXLIII » ; et aussi : « À la gloire du sexe Nice reconnaissante rétablit ce monument le XXV Messidor an XI de la République française ». Mais le monument qui est en plâtre se dégrade rapidement et tombe en morceaux. 
Une nouvelle délibération municipale est votée en 1852 et une commission est chargée de mettre en place un nouveau projet de monument. Mais celui-ci ne vit pas le jour. Finalement, le 25 novembre 1923, par souscription, le Comité des traditions niçoises fait installer un monument en bas-relief en l'honneur de Catherine Ségurane dans le Vieux-Nice, rue Sincaïre, lieu supposé de son exploit. Il la représente brandissant de sa main gauche l'étendard ottoman et portant dans sa main droite son battoir à linge. 

### Œuvres inspirées par Catherine Ségurane
Catherine Ségurane a été la source d'inspiration de nombreux écrivains, poètes, peintres et sculpteurs, surtout au XIXe siècle. En 1806, l'écrivain Louis Andrioli (1766-1838) lui consacre un poème épique en italien intitulé Segurana qui paraît dans son recueil Opere poetiche. Il comporte six chants et s'inspire de La Jérusalem délivrée de Le Tasse. Une deuxième version sera publiée en 1827. Il envoie son poème à la ville de Nice accompagné d'une lettre de dédicace. Le maire de Nice de l'époque, Louis Romey, propose au conseil municipal de voter une délibération le 5 juin 1807 qui attribue une médaille d'or à Louis Andrioli. La décision est votée à l'unanimité et la médaille est frappée à l'effigie de Napoléon Ier et de son épouse Joséphine de Beauharnais. Elle porte entre autres l'inscription : « La ville de Nice à Monsieur Andrioli auteur du poème sur Catherine Ségurana Sanctionnée par S.M.I le 22 janvier 1808 ». Première fois que l'héroïne niçoise fait l'objet d'une œuvre littéraire, ce poème est sans doute le début de la mythification du personnage, comme le note Rémy Gasiglia.
Parmi les œuvres picturales dédiées à la lavandière niçoise, il faut citer le rideau de scène du Théâtre royal (l'ancêtre de l'opéra de Nice), inauguré le 26 octobre 1827. Il fut peint dans un style néoclassique sur le thème du triomphe de Catherine Ségurane par l'artiste niçois Jean-Baptiste Biscarra . La Gazzetta Piemontese , le journal officiel du royaume de Sardaigne, en livre une description détaillée dans son numéro 117 du 29 septembre 1827. L'œuvre, qui était intitulée L'Apothéose de Catherine Ségurane, est détruite dans l'incendie qui ravage le théâtre le 23 mars 1881. En 1827, le peintre niçois Paul-Émile Barberi réalise un portrait de Catherine Ségurane destiné à la galerie des gloires niçoises du palais communal de Nice. On peut également mentionner une toile de Charles-Félix Biscarra, une lithographie d'un auteur inconnu montrant « Catherine Ségurane sur les remparts, au siège de 1543 », une autre lithographie anonyme datant de la fin du XIXe siècle, et une gravure en noir et blanc d'Emmanuel Costa réalisée vers 1880. Alexis Mossa a aussi inclus Catherine Ségurane dans son aquarelle des « Héros niçois ».
Dans sa chanson La miéu bella Nissa qu'il écrit en niçois en 1849, Eugène Emanuel décrit la nostalgie d'un paysan niçois engagé dans l'armée de Charles-Albert de Sardaigne lors d'une des guerres du Risorgimento en Lombardie contre l'empire d'Autriche. Dans le troisième couplet, il fait dire à son personnage : « Siéu dou pais dai Seguran » (Je suis du pays des Séguran),. Dès lors, les Niçois seront parfois surnommés les « Séguran ». Cette chanson deviendra par la suite l'hymne niçois, avant d'être remplacée par Nissa la bella au début du XXe siècle. L'expression « Seguran » sera plus tard employée dans un autre chant populaire niçois, Innou Seguran (Hymne aux Séguran) dont le refrain se termine par « Viva lu Seguran ». Plus récemment, l'écrivain niçois Raoul Nathiez a écrit les paroles d'une chanson sur l'héroïne de Nice qui s'intitule « Ma qu era Catarina Segurana ? » (Mais qui était Catherine Ségurane ?). 
En 1878, Jean-Baptiste Toselli écrit une pièce de théâtre en français intitulée Catherine Ségurane ou le siège de Nice en 1543. Cette tragédie est composée de cinq actes et six tableaux.
Hormis Louis Andrioli, plusieurs auteurs lui ont consacré un poème. Dans son recueil Pleurs et sourires : Étrennes poétiques (1856), la poétesse niçoise Agathe-Sophie Sasserno lui dédie « À Catherine Ségurane » soulignant son héroïsme et son patriotisme. En 1876, un poème posthume de Joseph Dabray est publié par son fils Séraphin. De style héroï-comique, il s'intitule « Montfort et Ségurane au siège de Nice, ou le Triomphe des femmes », et comporte dix chants,. De 1898 à 1900, Thomas Bensa, conservateur du musée des beaux-arts de Nice, publie dans Nice-Historique un long poème épique consacré à Catherine Ségurane. 

### Célébrations et hommages
Elle est fêtée à Nice le 25 novembre, jour de la Sainte-Catherine. Toutefois, ces dernières années les célébrations officielles organisées par la mairie de Nice ont lieu quelques jours plus tôt,. Celles-ci se déroulent devant le bas-relief de la rue Sincaire. À cette occasion, un service religieux est assuré en l'église Saint-Martin-Saint-Augustin,. La célébration s'accompagne généralement de musique traditionnelle niçoise.
Une rue de Nice, perpendiculaire à la rue Sincaire, porte le nom de Catherine Ségurane. Il en est de même pour le collège public situé dans cette rue. La tribune ouest du stade de football Allianz Riviera porte également son nom,.